# دالیکوو
دالیکوو (به لهستانی:  Dalików) یک روستا در لهستان است که در گمینا دالیکوو واقع شده‌است. دالیکوو ۴۱۰ نفر جمعیت دارد.